# 집단성과배분제도
집단성과배분제도(Gain-Sharing)는 미국의 Henry Towne(1889)에 의해 처음 사용되었으며 ‘집단성과급제’라고도 알려져 있다. 집단성과배분제도는 그룹단위의 보너스제도와 종업원참여제도가 결합된 조직개발기법이다. 즉, 집단성과배분제도에서는 종업원들이 경영에 참가하여 원가절감, 생산성향상 등의 활동을 통해 조직성과의 향상을 도모하고 그 이익을 회사의 종업원들에게 분배하는 제도이다. 따라서 집단성과배분제도의 성공여부를 결정짓는 주요요소는 효과적인 종업원의 참여의 틀과 보너스의 공평한 배분을 위한 제도를 확립하는 것이라 할 수 있다. 집단성과배분제도는 매출액이나 이익증대가 아닌 생산비절감 및 생산성 향상을 목표로 한다는 점에서 단순 이익배분제와는 구별이 된다.

## 도입 배경
임금은 사용자 측에서 원가구성항목으로, 종업원 측에서는 소득의 원천으로, 상반된 이해관계를 보이기 때문에 종업원의 욕구를 충족시키면서 기업의 이익을 보장할 수 있는 합리적인 임금관리가 필요하다. 특히 성과가 태도, 능력, 환경의 함수에 의해 결정될 때, 인사관리에 있어 임금관리는 태도(동기부여)와 환경조성에 중요한 의미를 갖는다. 최근 급변하고 있는 기업 환경은 기존의 연공과 수당중심의 임금관리에서 성과주의 임금관리, 즉 직무성과급과 연봉제로의 변화를 가져오고 있다. 성과급에는 개인성과급과 집단성과급이 있으며, 최근에는 경쟁의 심화를 방지하고 조직의 응집력을 높이는 집단성과급, 성과배분제도가 주목 받게 되었다. 또한 기존의 연공서열에 기초한 우리나라의 임금체계는 종업원에 대한 동기부여에 적합하지 못했으며, 기업의 경쟁력 강화에 걸림돌이 되었다. 이에 기업의 경쟁력을 강화시킬 수 있는 방안으로 임금을 성과에 연계시키는 임금체계가 대두되었다. 이러한 이유로 집단성과배분제도가 도입되기 시작하였다.

## 특징
- 집단단위 보너스제도이다. 집단성과배분제도는 보너스의 산정단위가 개인이 아닌 집단이다. 집단의 단위는 팀이나 과, 부인 경우도 있으나 대부분은 공장단위, 사업부단위 혹은 회사단위로 이루어진다.
- 사전에 정해진 공식에 의해 보너스가 결정된다. 집단성과배분제도는 회사와 종업원간의 약속에 의해 이루어지는 것이며, 경영자가 사후에 자의적인 판단에 의해 보너스를 결정하는 것이 아니다. 따라서 보너스 산정의 공식을 결정하는 과정에서부터 종업원 참여는 시작된다.
- 생산성향상이나 비용절감이 발생한 바로 당시에 보너스 지급이 이루어진다. 집단성과배분제도는 스톡옵션이나 종업원지주제와 같이 향후 기업의 경영이 향상되면 성과가 배분되는 것이 아니다. 또한 대부분의 이익분배제도가 1년 단위로 이루어지는 반면, 집단성과배분제도는 다양하게 운영되는데 분기 혹은 월단위로 이루어진다. 심지어 주단위로 이루어지는 경우도 있다. 이러한 점 때문에 다른 성과배분제도에 비해 동기부여 효과가 매우 높다.
- 별도의 재원이 필요하지 않다. 집단성과배분제도의 재원은 생산성 향상이나 비용의 절감이기 때문에 별도의 재원이 필요하지 않은 경우가 대부분이다. 즉, 이익분배제도와 달리 기업의 이익과 무관하게 이루어질 수 있다. 한편, 이러한 점이 단점으로 작용할 수 있다.
- 집단성과배분제도의 원리는 참여적인 경영에 있다. 이로 인해 집단성과급배분제도를 참여형 성과배분제도라 하기도 한다. 종업원의 적극적인 참여를 전제로 하기 때문에 단순히 보너스를 산정하는 임금제도의 범위를 넘어선다. 같은 이치로 참여적인 조직문화가 형성되어 있지 않은 기업에서는 그 효과를 얻기 어렵다. 반면 참여적 경영을 도입하고자 하는 기업에서는 집단성과배분제도가 필수적인 성공조건이 된다.[3]

## 유형
집단성과배분제도는 스캔론 플랜, 럭커플랜, 임프로쉐어 플랜 등이 있다. 최근에는 여러 플랜을 각 기업에 맞게 수정해서 사용하는 커스터마이즈드 플랜이 있다.

### 스캔론 플랜(Scanlon Plan)
스캔론 플랜은 1930년대에 Joseph Scanlon에 의해 가장 먼저 개발된 집단성과배분제도이다. 스캔론 플랜은 제안제도의 도입으로 집단 중심적이고 조직구성원 구조에 초점을 두었다. 스캔론 플랜의 목적은 종업원들의 잠재력을 극대화시켜 작업능률을 향상 시켜 경영성과를 향상시킬 수 있는 기회를 제공하는 것이다. 종업원의 노력으로 작업능률의 향상은 비용절감을 가져오고 비용절감은 동일한 매출액에서도 기업이익이 증가한다.
또한 스캔론 플랜을 통해 아래서부터의 원활한 커뮤니케이션을 확보할 수 있다. 개인중심의 전통적 사고는 상급자와 하급자 간의 관계를 자주 악화시킨다. 이러한 전통적 사고의 단점에서 착안한 스캔론 플랜은 구성원간의 비생산적인 상호 배타적 경쟁을 지양하고 상호협력을 통한 생산성 향상을 도모한다.
스캔론 플랜은 집단적 제안제도로서 노사양측 위원으로 구성된 위원회의 활동을 전제로 하고 있다. 위원회는 생산위원회와 심사위원회로 구성되어 있다. 생산위원회는 생산성 향상의 방안을 의결하여 종업원이 제출한 제안 등을 심사한다. 심사위원회는 전월의 영업성적 심사, 보너스 산정, 장기운영계획수립 등 기업의 주요사항을 결정하고, 생산위원회에서 일정한도를 초과하여 실시되지 못한 제안서 검토 등을 논의한다.
스캔론 플랜에서 비율은 노동비율을 제품생산액으로 나눈 값을 기반으로 한다. 이 비율은 노동이 제품 생산에 기여한 정도를 나타낸다. 따라서 노동의 정도와 지급된 보너스의 인과관계가 명확하다. 목표비율은 과거의 실적 검토와 최근 시장상황 등을 종합적으로 고려해 정해진다. 기업에서의 비율이 목표비율보다 낮을 경우, 기업에서의 노동비용 절감을 의미하며 절감된 금액만큼 상여금의 형태로 종업원에게 분배된다.
스캔론 플랜은 보너스 산정방식에 따라 3가지로 분류된다.
- Single ratio Scanlon plan은 노동비용과 제품생산액의 산출 과정에서 제품의 종류와 관계없이 전체 공장의 실적을 반영한다. 따라서 전체 공장의 노동비용을 공장 전체 생산액으로 나눈 값을 보너스 산정의 기본비율로 정한다. 세 방식 중 가장 단순하다.
- Split ratio Scanlon plan은 노동비용과 제품 생산액을 산출할 때 각 제품별로 가중치를 둔다. 따라서 Single ratio Scanlon plan에 비해 계산방식이 복잡하지만, 보다 정확한 수치 산출이 가능하다.
- Multi-cost Scanlon plan은 노동비용뿐만 아니라 재료비와 간접비의 합을 제품생산액으로 나눈 수치를 기본비율로 사용한다. 따라서 종업원들에게 노동비용뿐만 아니라 재료비와 간접비를 절감하기 위한 참여동기를 부여한다.

### 럭커 플랜(Rucker Plan)
럭커 플랜은 1932년 미국 경제학자 Allen Rucker가 발표한 러커생산분배의 원리(Rucker share of production principle)를 말한다. Allen Rucker는 스캔론 플랜에서의 보너스 산정 비율은 생산액에 있어서 재료 및 에너지 등 경기 변동에 민감한 요소가 포함되어 있어, 종업원의 노동과 관계없는 경기 변동에 따라 비효율적인 수치 변화가 발생할 수 있는 문제점이 있다고 제시했다. 따라서 그는 스캔론 플랜을 개선하고자 수정된 방식을 고안해냈다.
노동비용을 판매액에서 재료 및 에너지, 간접비용을 제외한 부가가치로 나누는 것을 공식으로 제안했다. 러커는 부가가치(생산가치)를 기업에서 노동자, 관리자, 기계 기타에 의해서 창조된 가치라고 정의했다. 즉, 제조 및 조달 과정에서 원료에 부가된 가치이다.
보너스의 지급은 스캔론 플랜과 마찬가지로 과거와 최근 시장상황을 고려해 결정된 목표비율과 비교해 절감된 만큼 보너스를 지급하는 방식을 사용한다. 럭커 플랜은 스캔론 플랜에 비해 종업원 참여의 중요성은 약해진 반면 시장상황의 변동을 고려해 효율성을 좀 더 높였다.

### 임프로쉐어 플랜(Improshare Plan)
임프로쉐어 플랜은 1970년대 초 산업공학자 Mitchell Fein에 의해 고안되었다. 임프로쉐어 플랜은 집단성과급제들 중 가장 효율성을 추구한다. 따라서 종업원의 참여는 거의 고려되지 않고 산업공학기법을 이용한 공식을 통해 보너스를 산정한다는 점에서 다른 제도들과 큰 차이점을 갖는다. 임프로쉐어 플랜은 기준기간의 노동시간과 생산량으로 기본비율을 정하고, 이 비율을 실제기간에 적용함으로써 절감된 노동시간을 구한다. 공식이 복잡하기 때문에 일반 종업원들이 이해하기는 쉽지 않다.
임프로쉐어 플랜은 회계처리 방식이 아닌 산업공학의 기법을 사용하여 생산단위당 표준노동시간을 기준으로 노동생산성 및 비용 등을 산정 조직의 효율성을 보다 직접적으로 측정하며 새로운 기계나 자본, 기술의 도입 등에도 쉽게 적응하여 비교적 정확한 조직의 성과를 측정할 수가 있다는 장점을 가지고 있다.

### 커스토마이즈드 플랜(Customized Plan)
최근에는 기업들이 집단성과배분제도를 각 기업의 환경과 상황에 맞게 수정하여 적용하는 경우가 많다. 수정해서 사용하는 방식을 커스토마이즈드 플랜이라고 한다.
커스토마이즈드 플랜은 성과측정의 기준으로서 노동비용이나 생산비용, 생산 이외에도 품질향상, 소비자 만족도 등 각 기업이 중요성을 부여하는 부분에 초점을 둔 새로운 지표를 사용한다. 성과를 측정하는 항목으로 제품의 품질, 납기준수실적, 생산비용의 절감, 산업 안전등 여러 요소를 정하고 매 분기 별로 각 사업부서의 성과를 측정하고 성과가 목표를 초과하는 경우에 그 부서의 모든 사원들이 보너스를 지급받는 제도이다.

## 도입절차

### 사전 준비단계
- 공감대 형성 집단성과배분제도의 성패는 노사 간의 신뢰가 가장 중요한 요소이다. 집단성과배분제도는 종업원들의 참여와 지지에 크게 의존하므로 이 제도의 실시결정도 경영층에서 일방적으로 내리는 것보다는 종업원들의 의견을 물어서 공감대를 형성하는 것이 바람직하다.
- 기본방향 수립 노사 간의 공감대가 형성이 되고 추진위원회가 구성되면 구체적으로 제도설계를 담당할 설계팀이 구성된다. 설계팀은 인사담당자, 품질담당관리자 등 회사 측 실무자와 노동조합 또는 근로자 측 실무자로 구성되며 필요한 경우 외부 컨설턴트의 자문도 받는다.
- 기초자료 수집 설계팀은 사전준비로서 집단성과배분제도의 근본취지, 정의, 목적, 설계상 고려되는 사항 등에 대해 학습하고 숙지한다.
- 타당성 검사 설계 팀은 제도의 설계에 필요한 각종 경영지표를 수집하고 각 지표를 면밀히 검사하여 제도운영의 타당성에 적합한지 여부를 점검한다.

### 제도 설계단계
- 보너스 대상범위 성과배분제도에 포함되는 구성원의 범위와 보너스 산정단위를 의미한다. 보너스 대상범위로서는 대상종업원의 범위와 보너스를 산정하는 단위를 결정한다. 집단성과배분제도의 참가자의 범위를 정하는 것은 경영성과에 대한 기여도에 전체적인 팀워크에 미치는 영향 모두를 고려하여 결정하여야 한다.
- 보너스 산정기준 보너스를 산정하기 위해 사용되는 성과달성 지표의 기준을 의미한다. 보너스를 산정하는 지표를 결정하는데 고려할 수 있는 요소는 다음과 같다.

- 회사의 경영철학, 비전, 전략과의 일치: 회사에서 조직구성원들에게 요구하는 혹은 강조하는 요소
- 경영성과에 대한 중요도: 경영의 성과와 직결될 수 있는 요소
- 공정성: 종업원들이 공정한 것으로 수용할 수 있는 요소
- 종업원 기여: 종업원들이 스스로 노력하여 달성 가능한 요소
- 단순성: 종업원들이 쉽게 이해할 수 있는 지표
- 종합성: 가능하면 경영성과에 영향을 미칠 수 있는 지표를 포괄
- 현행제도와의 적합성: 현재 회사에서 운용하고 있는 인사제도, 특히 임금제도와 상호 상충되지 않는 요소
- 기준비율 보너스 산정에 사용되는 성과지표의 기준비율을 의미한다. 집단성과배분제도의 보너스 산정에 사용되는 각종 지표의 기준 혹은 목표를 정하는 것은 노사 간의 성과배분의 양에 직접적인 영향을 미치는 것이므로 매우 중요하다. 이 경우에 주의할 점은 회사 측이 욕심을 내어 목표를 너무 높게 상향조정하게 되면 종업원들의 성취동기 욕구를 오히려 떨어뜨리게 된다.
- 예비비 비율 보너스 지급이 안 되는 경우에 대비한 예비비 축적비율을 의미한다. 집단성과배분제도는 성과가 목표보다 향상되었을 경우 이에 상응하는 보너스를 지불하는 제도이다. 그러나 종종 성과가 목표에 못 미치는 경우도 발생하게 된다. 이런 경우에 대비하여 예비비를 저축하게 된다. 예비비 비율이란 이처럼 보너스가 지급이 안 되는 경우에 대비하여 보너스의 일정부분을 예비비로 축적해 놓기 위한 기준을 말한다.
- 보너스 분배비율 성과를 노사 간에 분배하는 비율을 의미한다. 보너스 분배비율은 집단성과배분제도를 통해 발생한 성과를 노사 간에 적절하게 분배하기 위한 기준으로서 성과에 대한 종업원들의 기여와 회사의 기여를 고려하여 노사 간에 합의에 의해 결정된다.
- 보너스 지급빈도 보너스를 지불하는 빈도를 의미한다. 보너스의 지급, 즉 보너스 산정을 월 단위, 분기별, 반기별 혹은 연단위로 할 것인가를 결정한다.
- 보너스 분배기준 발생한 보너스의 총액을 종업원들에게 분배하는 기준을 의미한다. 정액기준으로 모든 대상종업원에게 동일한 액수의 보너스를 지급하는 방법과 정률기준으로 일정한 기준에 의해 차등지급하는 방법이 있다.[10]

### 실행 및 사후 평가단계
- 성과배분조정위원회 집단성과배분제도를 도입하는 기업의 대부분이 집단성과배분제도가 원활히 운영되는 것을 조정하기 위하여 성과배분제도 조정위원회를 두고 있다. 일반적으로 조정위원회는 근로자 측 대표와 경영자 측 대표의 동수로 이루어진다.
- 사후평가 및 제도화 집단성과배분제도의 성공적인 운영은 노사 간의 상호협력과 신뢰 그리고 끝없는 노력에 의해서만 달성될 수 있다. 주기적으로 제도의 운영결과를 평가하고 상황의 변화에 맞추어 재조정하며, 제도가 정착될 수 있도록 지속적인 관리가 필요하다. 집단성과배분제도상의 변경사유가 발생하였을 경우 조정위원회의 결정에 의해 제도변경을 실시한다.

## 효과
집단성과배분제도는 협동을 촉진하고 개인성과배분제도의 부정적 측면을 제거하는 역할을 한다. 이 제도는 종업원들간의 협력이 중요한 경우에 선호되며, 또한 근로자의 협력에 대해 보상할 필요가 있을 때, 그리고 개인업적과 집단업적을 구분하기 어려울 때 집단성과배분제가 실시된다. 이 같은 성과배분제도가 가지는 기능은 크게 가시적 기능과 미시적 기능으로 나누어 볼 수 있다. Weitzman과 Kruse(1990)에 의하면 성과배분제도는 고용안정과 확대를 가져다준다고 한다. 성과와 연계된 신축적 보상은 단기적 상황에서 고정인건비를 낮추는 효과를 가지게 되어 채용을 증가시키고 해고의 규모를 줄이는 효과를 나타내게 된다는 것이다. 이는 성과배분제가 가져다주는 고용안정 효과로서 대표적인 거시적 기능이라고 할 수 있다. 성과배분제도는 거시적 기능 외에 다음과 같은 미시적 기능이 있다.
- 근로자 참여 및 동기유발 성과배분제는 조직성과의 추가적인 배분이 종업원의 근로의욕과 동기를 유발시켜 향후 더 높은 성과의 달성을 위해 노력하게 된다. 물론 목표초과 성과에 대한 배분이 공정하게 이뤄지지 못할 경우에는 종업원의 동기유발을 불가능하다. 이와 같은 동기유발은 근로자의 참여를 활발하게 하고, 근로자 참여는 근로자의 주체성의 존중을 기초로 하고 노사의 공동공헌의 성과를 배분하는 것을 주안점으로 하여 기업과 종업원의 이익을 조화시켜 기업이윤의 증대와 근로자 소득증대를 동시에 달성하는 중요한 의미를 갖는다. 기업 경영에 있어서 근로자 참여는 인적자원 역략강화를 통한 기업경쟁력 강화를 유도할 수 있고, 참여나 자주욕구와 같은 근로자의 욕구를 충족시켜 근로자의 만족도를 높이며, 기업 내 민주주의를 활성화시킴으로써 사회전반적인 민주주의 토대를 강화시킨다.[13]

- 노사관계 안정기능 성과 배분제도는 노사의 공동 노력에 의하여 얻어진 경영 성과에서 노동자의 몫을 배분함으로써 종업원들의 근로의욕을 고취하고, 기업의 생산활동의 효과를 높일 수 있는 제도로 활용되고 있다. 성과배분제는 기업과 종업원을 통합시킴으로써 기업을 유지/발전시키고 양자의 이익을 조화시켜 기업이윤 증대와 종업원소득증대를 동시에 달성한다. 또한 임금교섭 같은 이해 대립적 교섭으로 노사 간의 협력관계 형성이 곤란한 상황에서 공정한 성과 배분을 통해 신뢰를 증진시킬 수 있어 성과배분제를 통한 노사관계의 안정도 기대할 수 있다.
- 생산성과 품질 향상 일반적으로 생산 과정에서는 근로자들의 업무수행을 관리/감독하는데에 소요되는 비용이 존재하는데 성과배분제 하에서는 직접적인 관리/감독 없이도 개인이 자기 일에 노력하도록 하는 보상체계가 마련됨으로써 관리/감독 비용을 크게 절감시켜 기업의 경여성과 개선에 기여할 수 있다. 사전적으로 보상액이 정해져 있는 임금과 달리, 성과배분제는 근로자가 받게 되는 보상의 일부가 기업성과에 의해 결정되므로 근로자는 기업성과를 증대시키기 위해 자발적으로 노력하게 된다. 동일한 일을 하더라도 품질을 높이려 노력하거나 생산원가를 줄이기 위한 노력을 기울이게 된다. 집단의 성과 증가가 개개인에게 유익하므로 개인만이 가지고 있는 개선책이나 Know-how를 집단과 공유하거나, 근로자간의 협력을 통하여 생산성향상과 품질향상을 도모하게 된다. 또한 성과배분제는 임금이 종업원에게 중요하며 집단의 성과와 직접 연결되는 경우 종업원의 성과달성을 위한 작업동기부여를 유발시켜 기업의 생산성향상 및 기타 경영성과의 증대를 가져올 수 있다.[14]
- 임금체계의 보완기능 본래 임금체계와 성과배분제는 직접적인 관련이 없다고 볼 수 있으나 우리나라의 경우 성과배분제 도입초기에 임금정책 차원에서 추진하여 온 관계로 성과배분제와 임금체계와의 관계를 살펴보지 않을 수 없다. 임금조정이나 인상기준이 모호하여 복잡해진 우리나라의 임금체계는 연공서열에 의한 고정임금 상승이 생산과는 부합하고 있지 않다. 현행 임금체계의 골간은 근속년수에 따라 자동으로 승급하고 있으나, 이에 비하여 능력향상은 초기에는 원만하고 중간에는 급격히 상승하다가 차차 떨어지는 경향을 보이는 것이 일반적이라서 능력급에 따른 임금제도와는 차이가 있다. 개인별능력급주의가 학력/직급/성별간 차별을 심화하고 조직구성원간의 불필요한 경쟁심과 비협력적인 분위기를 조성함으로써 근로자간 과도한 경쟁을 유발하는 부의 효과를 가져오는 측면이 있다. 그렇지만 집단적 성과배분제도는 해당 기업의 경영성과가 반영되어 근로자들의 의욕과 생산성향상이라는 목표를 달성함과 동시에 외부적으로 결정되는 기본적 임금의 고정성과 개별기업의 차별성을 탄력적으로 조정할 수 있기 때문에 기존 임금체계의 단점을 보완하는 기능을 한다.
- 기업의 핵심역량 제고 및 근로자의 직무만족도 등 향상 기업의 경영목표를 달성하기 위해 꼭 필요한 기업의 핵심역량을 성과지표로 활용함으로써 경영전략에 대한 근로자의 이해도를 높이는데 기여하며 기업의 경영정보를 근로자에게 투명하게 공개함으로써 작업 방식 개선 등 경영에 대한 근로자 참여가 활성화로 직무만족도가 향상되는 효과가 있다.

## 문제점
집단성과배분제도의 문제점은 크게 잘못 도입되는 경우, 운영 되는 경우에 나타나는데, 먼저 도입과 관련된 문제는 다음과 같다.

### 도입 시 문제점
- 집단성과배분제도가 잘못 도입되면, 성과 달성 여부나 성과 달성 정도에 따라 보상이 달라지는 변동 급이 사전에 지급해야 할 보상의 크기가 정해지는 고정급 화되어 집단성과제 배분에 따른 기대 효과들이 사라질 수 있다. 또한 성과 배분의 크기를 정하는 산정지표에 모호성으로 인해 그것에 대한 불만이 생겨 노사 간의 갈등이 발생할 수 있다.

### 운영상의 문제점
- 집단성과배분으로 인해 고정급 일 때보다 종업원들은 더 많은 임금을 받을 수 있을 거라는 기대감에 부풀어 일 자체를 집중을 하기보다 단기적 성과를 만들어내는데 치중할 수 있다.

- 성과의 목표치가 달성할 경우, 집단을 단위로 성과를 지급하기 때문에 집단 내의 서로 다른 성과를 보여준 각 개인 구성원들에게 기여 정도를 획일화시켜, 오히려 고정급일 때보다 극단적인 경우에 근로 의욕을 감소시킬 수 있다.

- 회사와 집단 간의 수익에 불일치가 발생할 수 있다. 다시 말해, 회사는 집단들의 총 수익으로 운영되지만, 회사를 둘러싼 이해관계에 있는 집단은 여러 개이기 때문에 성과를 낸 회사의 전체 수익이 마이너스라 하더라도 성과가 좋은 집단에 대해서는 그에 상응하는 보상을 지급해야한다는 점이다. 이로 인해 기업의 자본축적이 어렵게 된다.
- 집단성과배분제도를 운영하는데 필요한 각종 투입물 인적, 물적 자원으로 인한 비용이 증가한다.
- 집단성과배분 제시, 임금이 차등적으로 분배되기 때문에, 임금의 안정성이 감소하여 노동자들의 파업이 발생할 수 있다.
- 성과를 기준으로 평가하는 집단성과배분제도 하에서는 새로운 기계나 기술이 도입 될 경우, 로봇으로 인해 보상을 받는 입장인 인간들의 일의 양이 줄어든다. 이는 곧 받을 수 있는 보상도 그만큼 줄어든다는 것을 의미함으로 신기술 개발에 대해 반대 경향을 띌 수 있다.[15]

## 개선방안
- 단순한 이익에 의해 좌우되는 집단이라는 생각을 초월하여, 기업 더 나아가 국가 전체를 위한 다는 사명감을 가지고 일할 수 있는 동기부여를 통해 생산성을 향상시키는 방향으로 집단성과배분제도를 도입하는 방법.
- 기업은 종업원들이 기업의 경영 성과에 기여했다는 사실 여부를 알 수 있도록 해주는 성과 지표 기준을 명확히 선정하기 위해 단순 이익의 증감을 나타내는 재무제표나 손익계산서가 아닌 소비자들의 제품이나 서비스의 성공적 활용 사례 등을 제시하는 좀 더 다양한 자료를 활용하는 방법.
- 성과의 목표를 현실적으로 세우되, 생산능력을 향상시키지 않아도 달성할 수 있는 목표보다는 더 많은 시간과 노동을 투여하여 도전할 수 있도록 하는 방법.
- 종업원이 성과 향상 노력을 할 수 있도록 성과결과를 확인 할 수 있는 투명하고 지속적인 정보를 볼 수 있게 하는 방법.
- 임금 체계를 단순화하여 성과 금과 다른 임금과의 차이를 종업원들로 하여금 쉽게 알 수 있게 하여 차후에 임금 분배나 지급과 관련한 문제가 발생하지 않도록 하는 방법.
- 정부가 법인세 인하를 통해 기업이 얻을 수 있는 수익의 몫을 크게 하여 집단성과제도에서 문제로 지적되고 있는 분배와 관련된 형평성의 문제를 다소 해결할 수 있다.
- 기업은 단기간에 현금화하여 성과지급을 하기보다는 장기적인 관점에서 성과금을 보관하고 있다가 종업원들에게 미래에 발생할 위기 상황 시에 일괄 지급하는 기금 형식을 통해 집단성과배분제도를 더 탄력적으로 운용할 수 있다.
- 정부가 성과지급을 컨설팅해주고 감시, 감독 관리하여 기업과 연계할 수 있는 전문가를 양성하는 부서를 배치하여 집단성과배분을 적극 장려할 수 있도록 한다.[16]

## 주요 이론적 배경
집단성과배분제는 여러 가지 이론을 바탕으로 연구되었는데 70년대부터 95년까지의 주요 이론적 배경은 크게 3가지 ① 사회심리적 접근, ② 조직적 접근, ③ 행동경제학적 접근으로 나눌 수 있다.
최근에는 ④ 제도화 이론(Institutional Theory), ⑤ 위험공유이론(Risk-Sharing Theory), ⑥ 조직학습이론(Organizational Theory) 등이 집단성과배분제를 뒷받침 할 이론으로 사용되었다. 최근 이론을 바탕으로 김동원(1996) 논문은 제도화 이론을 통해 집단성과배분제도의 생존(Survival)에 영향을 미치는 요인들의 직간접적 효과에 대해 연구하였다. 특히 제시된 요인들을 최초 몰입(Commitment), 훈련을 통한 강화(Reinforcement), 집단성과배분제의 구조, 특정 상황 네 가지로 나누어 설명하였다.
Gomez-Mejia et al. (2000)은 대리인이론과 위험공유이론을 통해서 집단성과배분제도는 정보를 공유하는 것과 관련하여 종업원 위험(Risk) 수준이 시간이 지나감에 따라 변화한다고(증가) 주장하였다. 고정된 업무 프로세스 하에서 종업원 아이디어만을 통해 비용을 줄이는 데는 현실적으로 한계가 있기 때문이다. 이러한 상황에서 종업원들이 선택할 수 있는 두 가지의 옵션이 제시된다. 첫 번째 옵션은 집단성과배분제도를 더 이상 사용하지 않거나 제안 등의 노력을 줄이는 것이며, 두 번째 옵션은 종업원들이 위험을 감수하고 잠재적인 생산성 향상을 위해 적극적으로 노력하는 것이라고 말하고 있다. Gomez-Mejia et al. (2000)의 논문이 언급한 위의 두 가지 형태(고정된 프로세스에서 비용을 줄여 효율성을 높이는 것, 생산성 향상을 위해 적극적으로 노력하는 것)는 집단 학습 이론을 통해서도 설명할 수 있는데 이를 First-order-learning 제안(Suggestion)과 Second-order-learning 제안으로 구분할 수 있다. 여기서 주목해야 할 점은 시간이 지남에 따라 전체 종업원 제안은 줄어들어도 Second-order-learning 제안의 비율은 높아진다는 것이다. 전체적으로 본다면 제안의 질은 향상되고 이러한 형태가 집단성과배분제도를 유지시키게 된다.
또 다른 연구에서는 Second-order-learning을 높은 위험의 지식을 공유하는 것으로 보고, 이러한 공유의 정도는 노사간의 협력과 신뢰에 의해서 영향을 받는다고 하였다. 특히 집단성과배분제도에 대한 노조의 지원과 개입이 종업원 지식 공유에 영향을 준다고 보았다.

## 참고 문헌
- Arthur, J. B. and Aiman-Smith, L. (2001), "Gainsharing and Organizational Learning: An Analysis of Employee Suggestions Over Time," Academy of Management Journal, 44(4).
- Bullock, R. J., & Lawler, E. E. (1984). Gainsharing: A Few Questions and Fewer Answers. Human Resource Management 23(1).
- Fein, Mitchell (1981). "IMPROSHARE: An Alternative to Traditional Managing." Norcross, Ga.: American Institute of Industrial Engineers.
- Gomez-Mejia, L.R. Welbourne, T.M. Wiseman, R.M. (2000), “The role of risk sharing and risk taking under gainsharing” Academy of Management Review.
- 김동배, 정진호(2006), 임금체계의 실태와 정책과제, 한국노동연구원.
- 김동원(1996), 종업원 참여제도의 이론과 실체, 한국노동연구원.
- 김동원, 유규창(2000), 집단성과분배제도, 한국노동연구원.
- 김동원, 이원희(2008), 전략적 인센티브에 관한 고찰-집단성과급을 중심으로-, 임금연구 2008년 여름호.
- 김석연(2008), 성과배분제가 조직성과에 미치는 영향에 관한 비교연구: 집단성과배분제, 이익배분제, 종업원지주제가 조직성과에 미치는 영향에 관한 비교연구, 고려대학교 대학원 석사논문.
- 유규창 · 박우성(편) (2001), 21세기형 성과주의 임금제도, 명경사.
- 이규장(2002), 팀제조직의 성과배분제가 경영성과에 미치는 영향에 관한 사례연구, 인하대학교 석사학위논문.
- 이도원(2002), 성과배분제도에 관한 연구, 원광대학교 석사학위논문.
- 이원덕(2000), 생산적 복지를 위한 노동정책 연구, 한국노동연구원.
- 이재준(2005), 우리나라 기업의 성과배분제도 발전방안에 관한 연구: 개선방향 및 정부역할을 중심으로, 연세대학교 대학원 석사논문.
- 한국생산성본부(1992), 성과배분제도의 구축방안, 한국생산성본부.